# Bajszos halción
A bajszos halción (Actenoides bougainvillei) a madarak osztályának szalakótaalakúak (Coraciiformes) rendjébe, ezen belül a  jégmadárfélék (Alcedinidae) családjába tartozó faj.

## Rendszerezése
A fajt Lionel Walter Rothschild brit lord és zoológus írta le 1904-ben, a Halcyon nembe Halcyon bougainvillei néven.

## Alfajai
- Actenoides bougainvillei bougainvillei (Rothschild, 1904) - Bougainville sziget
- Actenoides bougainvillei excelsus (Mayr, 1941) - Guadalcanal, Salamon-szigetek[2]

## Előfordulása
Csendes-óceán déli részén, a Pápua Új-Guineához tartozó Bougainville szigetén illetve Guadalcanal szigetén honos, ez utóbbi a Salamon-szigetekhez tartozik. Természetes élőhelyei a szubtrópusi és trópusi síkvidéki és hegyi esőerdők. Állandó nem vonuló faj.

## Megjelenése
Testhossza 32 centiméter.

## Életmódja
Kevés információ, valószínűleg rovarokkal és békákkal táplálkozik.

## Természetvédelmi helyzete
Az elterjedési területe korlátozott, egyedszáma 250-999 példány közötti és csökken. A Természetvédelmi Világszövetség Vörös listáján veszélyeztetett fajként szerepel.